# Шёнштедт
Шёнштедт (нем. Schönstedt) — община в Германии, в земле Тюрингия. 
Входит в состав района Унструт-Хайних. Подчиняется управлению Унструт-Хайних.  Население составляет 1408 человек (на 31 декабря 2010 года). Занимает площадь 22,64 км².